# 和田賢助
和田 賢助（わだ けんすけ、1861年11月30日（文久元年10月28日） - 1939年 （昭和14年）10月20日）は、日本の海軍軍人。最終階級は海軍中将。鹿児島県出身。

## 人物
海軍兵学校（8期）、海軍大学校（甲号5期） 、海軍砲術練習所の各学生を経て、1894年（明治27年）筑紫分隊長に補される。累進して海軍中佐となり愛宕 、葛城 等の艦長を務め、1902年（明治35年）には海軍大佐となり、金剛 、和泉 、須磨 、浪速 、見島 、常磐 、敷島 の各艦長を歴任した。1908年（明治41年）海軍少将に任官、横須賀海軍工廠工廠長となる。その後は、佐世保鎮守府予備艦隊司令官や横須賀鎮守府参謀長などを経て1913年（大正2年）5月31日、海軍中将に昇進したが同日付けで予備役編入となった。

## 経歴
- 1881年（明治14年）9月15日– 海軍兵学校（8期） 卒業[1]。
- 1893年（明治26年）12月19日– 海軍大学校（甲号5期） 卒業[1]、海軍砲術練習所学生[2]
- 1894年（明治27年）4月20日 – 海軍砲術練習所学生 被免、補 筑紫 分隊長[3]
- 1897年（明治30年）12月1日 – 補 横須賀海兵団副長[4]
- 1900年（明治33年）
  - 9月1日 – 愛宕 艦長[5]
  - 12月6日- 天城 艦長[6]
- 1901年（明治34年）10月4日- 葛城 艦長[7]
- 1902年（明治35年）
  - 10月6日 – 任 海軍大佐[1]、金剛 艦長[8]
  - 10月23日 – 和泉 艦長[1][9]
- 1903年（明治36年）
  - 4月12日 – 須磨 艦長[1][10]
  - 10月15日 – 浪速 艦長[11]
- 1905年（明治38年）
  - 6月14日- 見島 艦長[1]
  - 12月12日 – 常磐 艦長[1]
- 1906年（明治39年）11月22日 – 敷島 艦長[1][12]
- 1907年（明治40年）11月22日 – 免本職、横須賀海軍工廠艤装委員ヲ命ズ[13]
- 1908年（明治41年）
  - 2月20日 – 補 横須賀海軍工廠艤装員[14]
  - 8月28日 – 任 海軍少将、横須賀海軍工廠 工廠長[1][15]
- 1910年（明治43年）4月9日 – 舞鶴鎮守府参謀長[1][16]
- 1911年（明治44年）12月1日 – 佐世保鎮守府予備艦隊司令官[1][17]
- 1912年（明治45年）7月9日 – 横須賀鎮守府参謀長[1][18]
- 1913年（大正2年）5月31日 – 任 海軍中将・予備役編入[1][19]

## 栄典・授章・授賞
位階
- 1885年（明治18年）9月16日 - 正八位[20]
- 1890年（明治23年）1月17日 - 従七位[21]
- 1891年（明治24年）12月16日 - 正七位[22]
- 1897年（明治30年）3月1日 - 従六位[23]
- 1898年（明治31年）3月8日 - 正六位[24]
- 1902年（明治35年）12月25日 - 従五位[25]
- 1908年（明治41年）1月31日 - 正五位[26]
- 1913年（大正2年）
  - 2月20日 - 従四位[27]
  - 8月11日 - 正四位[28]

勲章等
- 1894年（明治27年）11月24日 - 勲六等瑞宝章[29]
- 1895年（明治28年）11月18日 - 勲五等双光旭日章[30]・明治二十七八年従軍記章[31]
- 1901年（明治34年）11月20日 - 勲四等瑞宝章[32]
- 1902年（明治35年）5月10日 - 明治三十三年従軍記章[33]
- 1905年（明治38年）5月30日 - 勲三等瑞宝章[34]
- 1906年（明治39年）4月1日 - 功四級金鵄勲章・旭日中綬章・明治三十七八年従軍記章[35]
- 1915年（大正4年）11月10日 - 大礼記念章（大正）[36]